# Аферим!
„Аферим!“ (на румънски: Aferim!) е румънски игрален филм от 2015 г., копродукция между Румъния, България, Чехия и Франция. Режисьор е Раду Жуде.
Премиерата на филма е на 11 февруари 2015 г. по време на Берлинския международен кинофестивал. На него Раду Жуде печели сребърна мечка за най-добра режисура. Филмът е румънското предложение за Оскар в категорията най-добър чуждоезичен филм за 2015 г.

## Актьорски състав
Във филма участват актьорите:
- Теодор Корбан
- Михай Команою
- Тома Кузин
- Александру Дабияжа
- Луминита Джеорджиу
- Виктор Ребенджук
- Алберто Диначе
- Александру Биндеа
- Михаела Сирбу
- Адина Кристеску
- Сербан Павлу
- Габриел Спахиу